# الجهة الجنوبية (المغرب)
الجهة الجنوبية أو جهة الجنوب هي جهة مغربية سابقة اُعتمدت في التقسيم الإداري المغربي منذ سنة 1971 إلى سنة 1997. تبلغ مساحة الجهة 394.970 كم² بساكنة تقارب 3,234,024 نسمة حسب إحصاء شتنبر 1994, مركزها أكادير وتضمنت كلا من أقاليم ورزازات وأكادير وتزنيت وتارودانت وطاطا وكلميم وطان طان والعيون، السمارة، بوجدور ووادي الذهب. مثّلت الجهة أقصى جنوب المغرب آنذاك بحيث كانت تحدها الصحراء الإسبانية جنوباً والمحيط الأطلسي غرباً. أغلب سكانها أمازيغ وعرب يعتنقون الديانة الإسلامية على المذهب المالكي.

## معرض صور

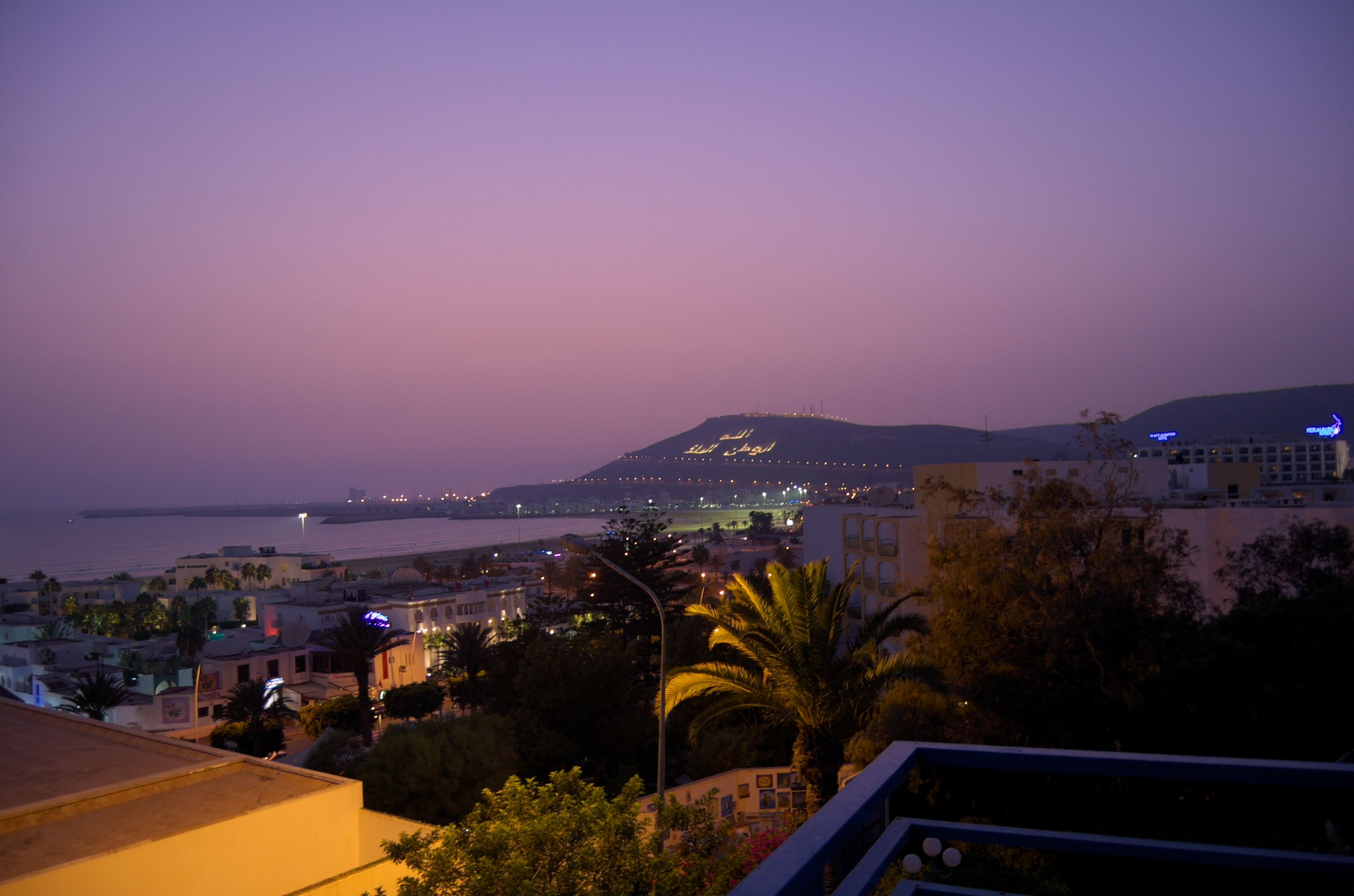
مدينة أكادير ليلاً
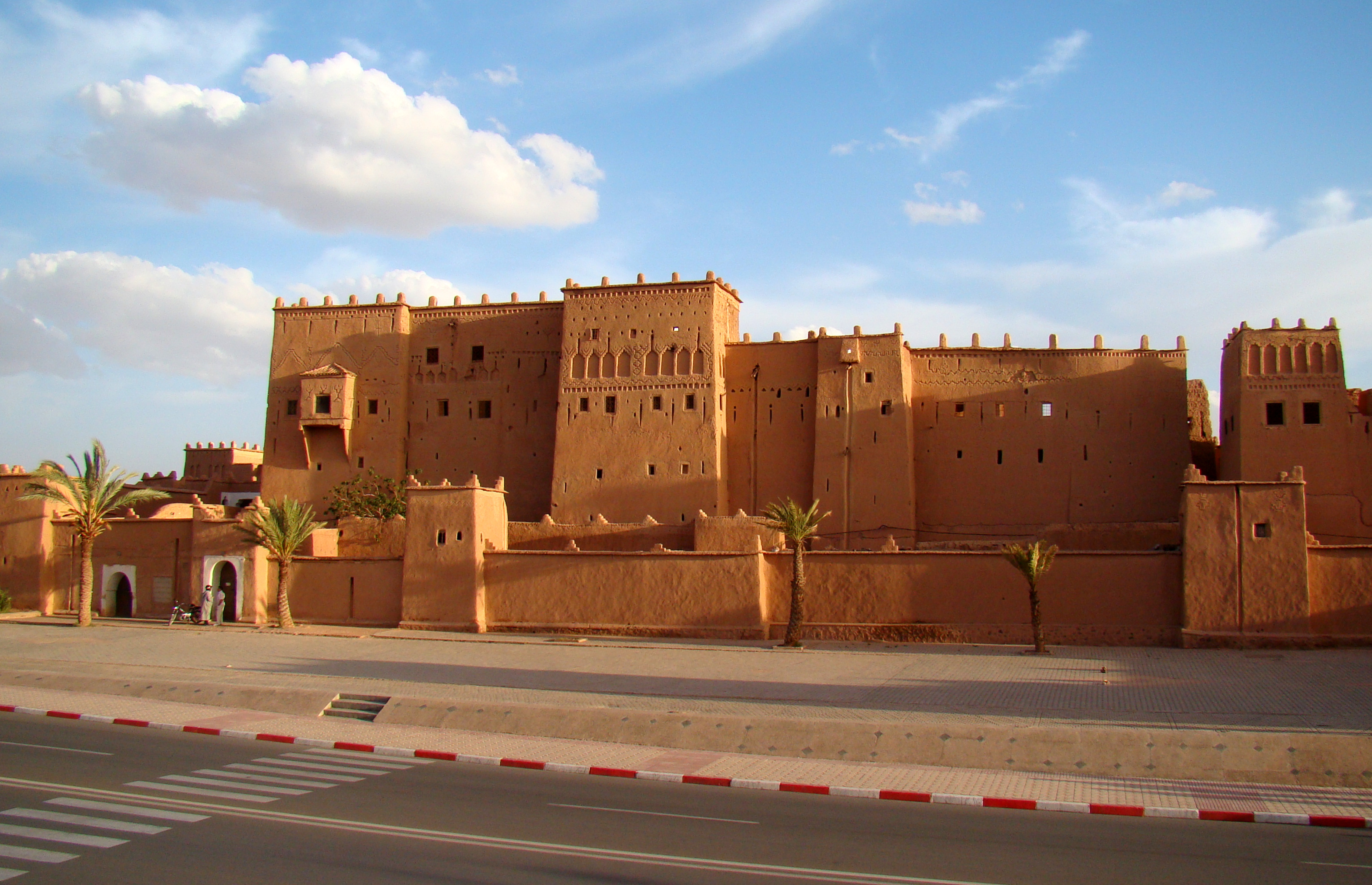
قصبة تاوريرت بمدينة ورزازات
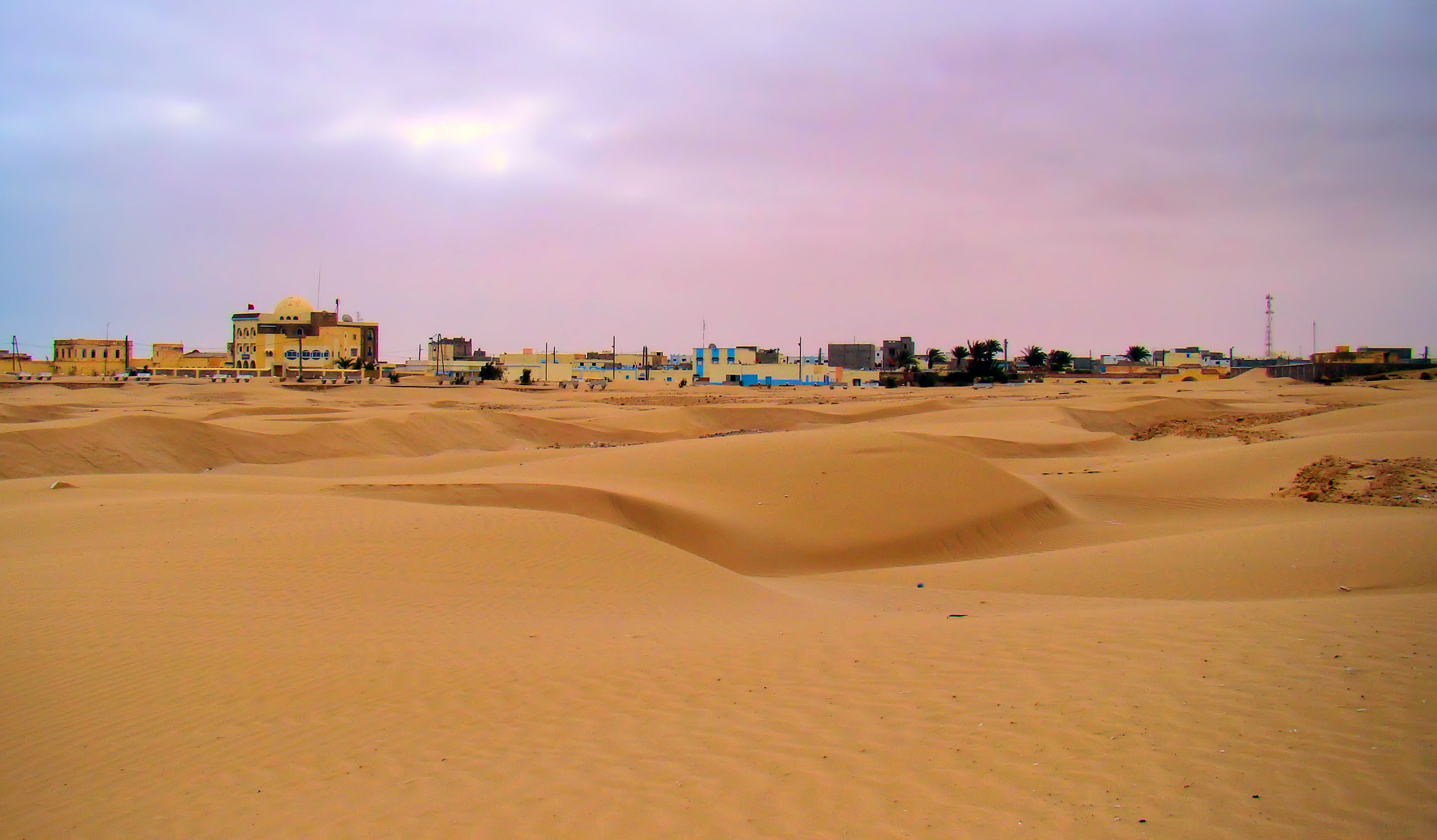
خطّ أفق بمدينة طرفاية
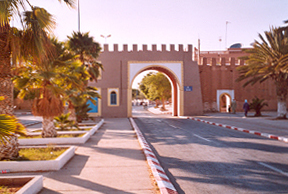
باب الخميس بتزنيت
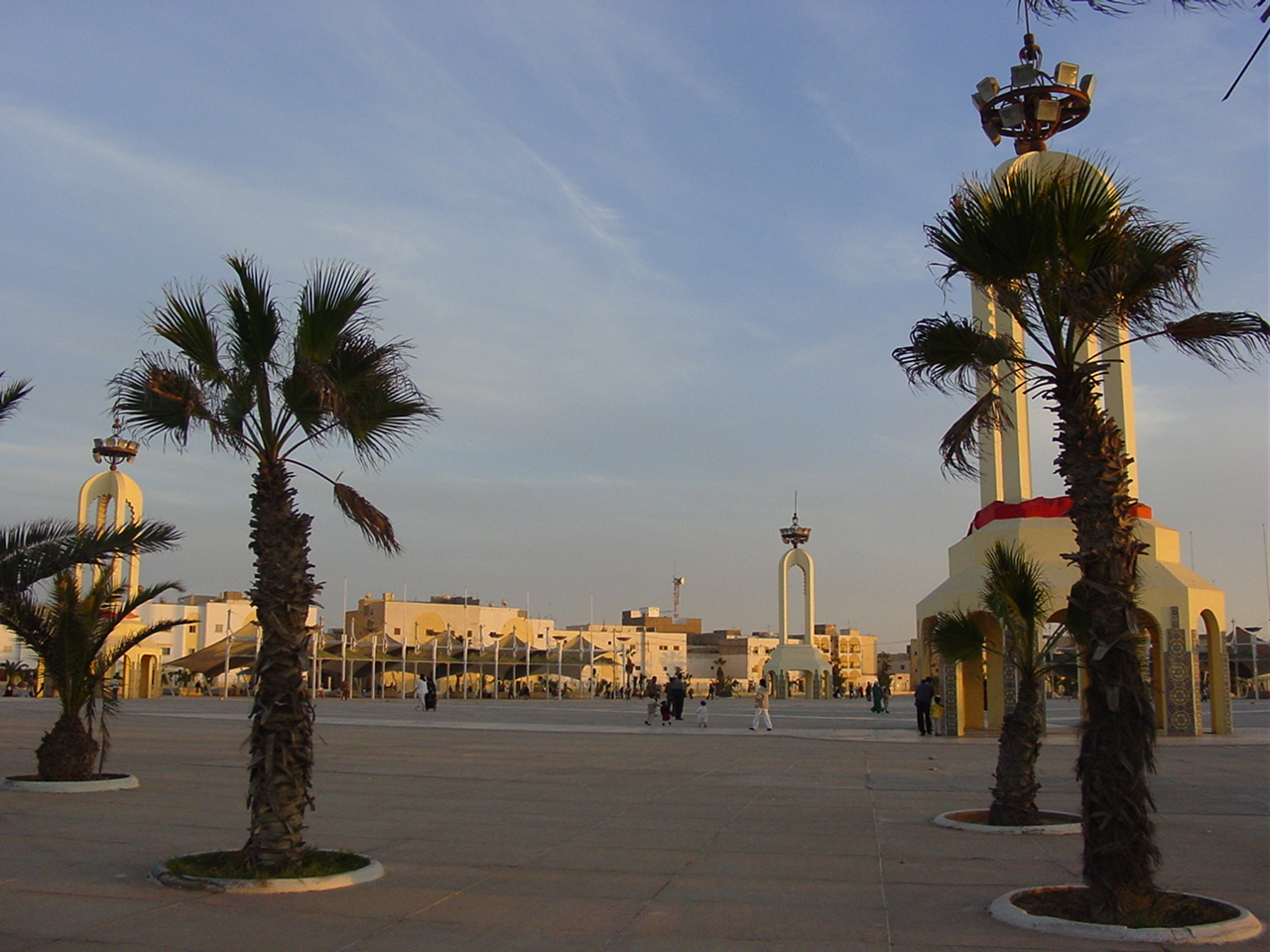
ساحة المسيرة الخضراء بالعيون